# Mega Man Legends 2
Megaman Legends 2 es un videojuego de rol desarrollado por la compañía japonesa Capcom en el año 2000. Supuso la continuación del medianamente exitoso Megaman Legends -Que fue el salto a los gráficos 3D del mítico personaje azul-. La versión de Nintendo 64 ha sido cancelada, y posteriormente un mes después la versión para Windows, terminando únicamente para PlayStation de Sony.

## Historia
Después de haber explorado la isla de Kattelox y haberla rescatado de los Bones, Megaman, Roll y el Profesor Barrell se toman un periodo de descanso.
Entre tanto el profesor viaja con un viejo amigo de sus épocas de Digger Von Bluecher quien utilizando toda su fortuna construye una nave llamada Sulphur Bottom para intentar aterrizar en el lugar donde se encuentra el tesoro de Mother Lode que está obstruido por una tormenta al parecer perpetua en el extremo polar del mundo.
El profesor y su amigo Von lo habían intentado hace 30 años pero ambos se estrellaron y perdieron la memoria , pero antes de perder la memoria , vieron a una misteriosa muchacha , la leyenda cuenta que todos los que han sobrevivido en su intento de entrar al Mother Lode han visto a esta muchacha.
El Mother Lode se encuentra en una isla prohibida que esta cubierta por una impenetrable nube.
Mientras tanto Tron, Tiesel y compañía se encuentran espiando la operación que de por sí ya es cubierta por la prensa generando gran expectativa, minutos antes de empezar, una misteriosa chica aparece y les da una advertencia acerca del peligro que implica abrir el tesoro, y se va entre un gran ajetreo.
La expedición continua y vuelve a aparecer la chica, pero esta vez ataca con su vehículo y el Sulphur Bottom cae dentro de la tormenta con todo y su asustada tripulación, esto lo ven desde TV Megaman y Roll y entonces se dirigen a ayudar al profesor.
En su aventura , Megaman y Roll tendrán que enfrentar nuevamente a los Bonnes y a un nuevo pirata , Glyde y sus Birdbots.
En el futuro , se descubre el verdadero pasado de Megaman. Él era un cazador irregular del Elysium (lugar que hay que cruzar para poder entrar al Mother Lode) , pero lo que no se revela es quien era , hace 3000 años atrás , el amo creador del Elysium que creó todas las ruinas de Terra y según parece era muy cercano a Megaman.
Entonces Megaman en el presente , busca las 4 Llaves que abrirán el Elysium (descrito en el juego como un lugar donde reina la juventud y la paz), que lleva al tesoro del Mother Lode , sin embargo , estas 4 Llaves se encuentran en 4 ruinas ubicadas en las diferentes islas del juego y son custodiadas por un jefe especial.
Luego de que Megaman consigue las 4 Llaves , viaja en una nave hacia el Elysium y logra llegar al Mother Lode donde debe enfrentarse con los guardianes de las cuatro llaves y finalmente con Sera , luego de esta batalla , la armadura de Sera es destruida y esta toma una gráfica recreación del cuerpo de Yuna. Esto provoca que el Elysium se cierre permanentemente.
Entonces el juego acaba aquí , con Megaman y Sera transformada en Yuna en el cerrado Elysium.

## Curiosidades
Unas cosas curiosas son que el la Calinca Island, para ser exacto en Yosyonke City, en una tienda donde compras artículos de salud que está enfrente de la oficina postal, se encuentra un póster de Zero Negro y al acercarte a él dice: "Un póster de un héroe de historieta" y en un bar cerca está una televisión prendida con imágenes de las primeras series de Megaman donde sale Megaman cayendo de un risco y sale Protoman a su encuentro, un robot les lanza una roca; al acercarte a dicha televisión dice: "Un programa de caricaturas populares en la t.v., los personajes se me hacen familiares de alguna manera...", estos dos lugares están cerca de una "Junk Shop" que para ubicarla mejor, está cercana a las vías de tren, lugar donde MegaMan luchó por última vez contra los piratas, MegaMan iba a bordo de un vehículo conducido por Roll.
En el Flutter, o la nave en la que Mega Man se desplaza de una isla a otra en el cuarto del Profesor Barrell, hay encima de un cajonero un modelo escala de esta nave, al igual que una fotografía en la sala que está bajando las escaleras.

## Recepción
Megaman Legends 2 recibió reseñas mayoritariamente positivas de parte de los críticos especializados, con una media por lo general superior a su predecesor, principalmente se aclama su historia y animación, mientras que sus gráficos recibieron críticas mixtas a positivas.